# Ortskapelle Oberlembach

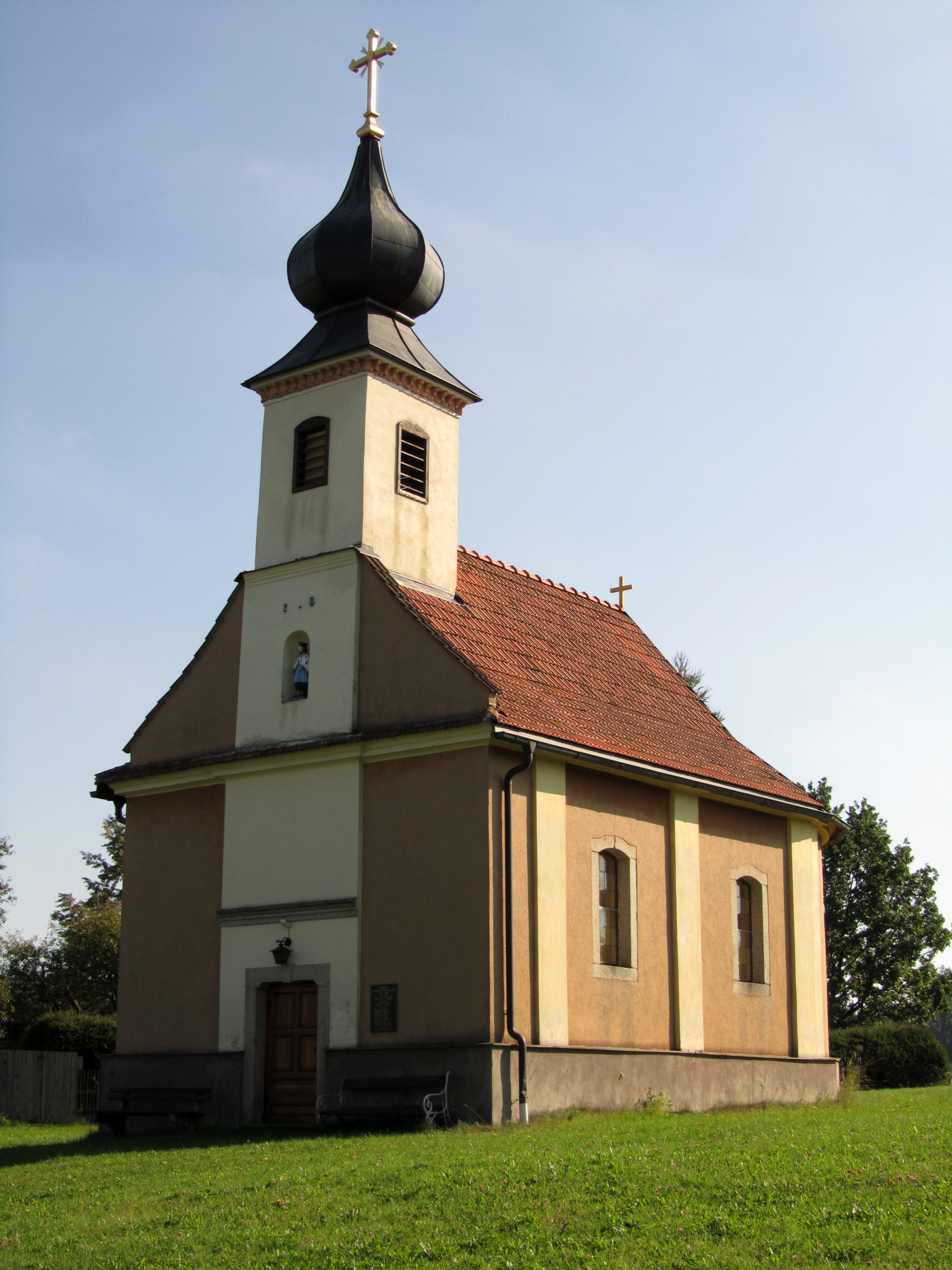
Ortskapelle Oberlembach

Die römisch-katholische Ortskapelle Maria Immaculata steht im Ort Ober-Lembach in Niederösterreich. Sie wurde 1856 errichtet und ist ein einfacher Bau mit Lisenengliederung, Satteldach und im Osten einer Halbkreisapsis.
In die Mitte der Giebelfassade ist der Turm mit Eckquaderung und einem Zwiebelhelm eingebunden. In einer Nische steht eine Figur des Heiligen Johannes Nepomuk.
Der Innenraum hat Platzlgewölbe über Gurtbögen, die auf Pilastern stehen, und einen mit 1856 bezeichneten Triumphbogen.
Der nachbarocke Säulenaltar mit einem Altarblatt, einer Darstellung der Maria Immaculata hat im Auszug eine Figurengruppe der heiligen Dreifaltigkeit und Seitenfiguren der Heiligen Apollonia und Barbara aus der Zeit um 1520. Zur weiteren Ausstattung zählen Figuren der Heiligen Florian und Leonhard aus dem 19. Jahrhundert.